# Greatest Hits Live (album Ramones)
Greatest Hits Live – koncertowy album zespołu Ramones, nagrany 29 lutego 1996 w The Academy w Nowym Jorku i wydany w 18 czerwca tego samego roku przez Radioactive Records.

## Lista utworów
- Wszystkie utwory autorstwa Ramones, z wyjątkiem zaznaczonych.

1. „Durango 95” (Johnny Ramone) – 1:31
2. „Blitzkrieg Bop” – 1:37
3. „Do You Remember Rock and Roll Radio” – 3:00
4. „I Wanna Be Sedated” – 2:07
5. „Spider-Man” (Robert Harris/Paul Francis Webster) – 1:48
6. „I Don't Want to Grow Up” (Kathleen Brennan/Tom Waits) – 2:24
7. „Sheena Is a Punk Rocker” – 1:46
8. „Rockaway Beach” – 1:31
9. „Strength to Endure” (Dee Dee Ramone/Daniel Rey) – 2:41
10. „Cretin Family" (Dee Dee Ramone/Daniel Rey) – 2:17
11. „Do You Wanna Dance” (Bobby Freeman) – 1:21
12. „We're a Happy Family” – 1:28
13. „The Crusher” (Dee Dee Ramone/Daniel Rey) – 2:10
14. „53rd & 3rd” – 1:46
15. „Beat on the Brat” – 2:42
16. „Pet Sematary” (Dee Dee Ramone/Daniel Rey) – 3:38
17. „R.A.M.O.N.E.S.” (Motorhead) – 1:27
18. „Any Way You Want It” (Dave Clark) – 2:25

## Skład
- Joey Ramone – wokal
- Johnny Ramone – gitara
- C.J. Ramone – gitara basowa, wokal w „Strength to Endure”, „Cretin Family”, „The Crusher”, „R.A.M.O.N.E.S.” i „Any Way You Want It”
- Marky Ramone – perkusja

Produkcja:
- Ed Stasium – inżynier dźwięku
- Ian Bryan – inżynier dźwięku
- Daniel Rey – inżynier dźwięku, producent